# Rachel Billington
Rachel Billington, född 11 maj 1942, är en brittisk författare. Hon föddes i Oxford och studerade vid Oxfords universitet. Hon har gett ut ett stort antal romaner, bland annat Ett kvinnoliv som översattes till svenska 1981.